# Brenthis siciliaenana
Brenthis siciliaenana är en fjärilsart som beskrevs av Ruggero Verity 1933. Brenthis siciliaenana ingår i släktet Brenthis och familjen praktfjärilar. Inga underarter finns listade i Catalogue of Life.